# José Martínez de Vergara y Varas
José Miguel Martínez de Vergara y Varas (Santiago de Chile, 1680 - San Agustín de Talca, 1756) fue un regidor, alcalde, maestre de campo y hacendado chileno.

## Familia
Hijo de Juan Martínez de Vergara y Leiva Sepúlveda y de Josefa Varas Ponce de León y Corbalán. Contrajo matrimonio con María Margarita Carbonell y Gómez de Ceballos el 29 de febrero de 1716 en Santiago. Tuvieron un solo hijo que fue José Miguel Martínez de Vergara y Carbonell.

## Carrera militar y vida pública
Llegó al grado de capitán en el real ejército. Posteriormente como vecino fundador de San Agustín de Talca heredo las tierras de su padre. Obtuvo el título de maestre de campo.
Regidor por San Agustín de Talca y posteriormente Alcalde 2.º voto en 1750